# Araphura brevimana
Araphura brevimana är en kräftdjursart som först beskrevs av Liljeborg 1864.  Araphura brevimana ingår i släktet Araphura och familjen Tanaellidae. Inga underarter finns listade i Catalogue of Life.